# آزمان ایر
آزمان ایر (به انگلیسی: Azman Air) یک شرکت هواپیمایی است که در ۲۰۱۰ میلادی تأسیس شده‌است. دفتر مرکزی آزمان ایر در کانو، نیجریه واقع شده‌است و قطب این شرکت هواپیمایی در فرودگاه بین‌المللی مالام آمینو کانو قرار دارد و به ۵ مقصد، پرواز انجام می‌دهد.

## مقصدهای پروازی
مقصدهای پروازی آزمان ایر به شرح زیر است (مه ۲۰۱۴ میلادی):
نیجریه
- کانو - فرودگاه بین‌المللی مالام آمینو کانو قطب
- آبوجا - فرودگاه بین‌المللی ننامدی آزیکیوه
- لاگوس - فرودگاه بین‌المللی مرتلا محمد
- کادونا - فرودگاه کادونا
- یولا - فرودگاه یولا
- مایدوگوری - فرودگاه بین‌المللی مایدوگوری
- بیرنین کبی - Sir Ahmadu Bello International Airport
- پورت هارکورت - فرودگاه بین‌المللی پورت هارکورت